# アルベルト・ミュラー
アルベルト・ミュラー（Albert Müller、1865年 - 没年不詳）は、明治時代にお雇い外国人として来日したドイツの製鉄技術者、軍人である。

## 経歴・人物
マクデブルクの生まれ。ベルリンで製鉄の学校を卒業後、ドイツ陸軍の士官となった。
1890年（明治23年）に日本政府の招聘により来日し、東京農林学校（現在の東京大学農学部）に雇われ、そこで獣医学や製鉄技術の教鞭を執ったりした。同学校が東京帝国大学農科大学に改称されてからも1895年（明治28年）に帰国するまでその役職にあたった。